# わくや万葉の里 天平ろまん館
わくや万葉の里 天平ろまん館（わくやまんようのさと てんぴょうろまんかん）は、宮城県涌谷町にある歴史博物館。

## 概要
日本で最初の「金」が産出された歴史を伝えている本施設は、国史跡黄金山産金遺跡を核とした、史跡ゾーン・遺跡広場・天平ろまん館（歴史館・体験施設）で構成されている。

## 利用情報
開館時間
- 9:30～17:00（11月～3月は16:30に閉館）

定休日
- 無休（要問合せ）

観覧料
- 歴史館：大人500円、子供（小・中・高校生）200円
- 砂金採り体験：大人700円、子供（小・中・高校生）600円
- 共通券：大人1,100円、子供（小・中・高校生）700円

## アクセス
- JR石巻線 涌谷駅より車で5分～10分。
- 東北中央自動車道 古川ICより車で国道108号経由で約25km、所要時間は約40分。

## 周辺
- 上涌谷駅
- 見龍寺
- 黄金山神社
- 箟峯寺
- のの岳駅
- 涌谷駅